# Temporada 1874-1875 del Liceu
La temporada 1874-1875 del Liceu va tenir com a fets importants l'estrena de Mignon d'Ambroise Thomas i una nova òpera de Felip Pedrell, Quasimodo, que va tenir menys èxit que l'anterior i que va quedar arxivada després de tres funcions.
La resta de temporada es varen escoltar títols de pas fugaç i ballets, entre els quals Giselle d'Adolphe Adam, interpretat per la ballarina Adelaida Ferrari. La temporada es va tancar el mes de maig, però el 22 d'agost hi va haver una gran sorpresa amb l'estrena del Rèquiem de Verdi, que només feia un any que s'havia estrenat a Milà. Fou un gran espectacle amb Joan Goula dirigint 112 cantants, l'orquestra de 134 músics i els solistes Maria Mantilla, Adelina Paschalis, Giulio Ugolini i Attilio Buzzi.
El 21 d'octubre va començar la temporada amb els següents cantants de la companyia italiana:

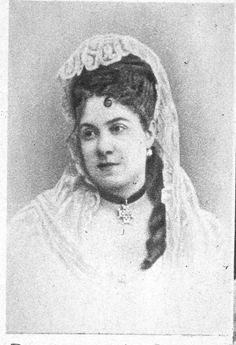
Elisa Villar de Volpini

- Giuseppina Borsi de Giuli, prima donna, soprano sfogato. Jove i laboriosa cantatriu, que havia funcionat en la darrera temporada, i que va tornar amb les mateixes facultats i qualitats artístiques. Com que va donar evidents mostres de la seva aplicació i desitjos d'acontentar el públic, aquest li va prodigar les demostracions d'estima, de manera que gairebé va poder comptar els triomfs i ovacions per representacions, sent no pocs els regals de valor que se li van fer la nit del seu benefici.
- Teresa Bellariva, prima donna soprano de regular timbre de veu, encara que una mica dura en les cordes agudes, però d'un estil de cant incorrecte, d'execució poc neta i falta d'expressió. Com que aquesta cantatriu no va ser ben rebuda pel públic, a les poques funcions va rescindir el seu contracte.
- Laura Sainz, prima donna soprano de veu regular, però poc expedita i d'escola poc correcta. Com si estigués afectada d'alguna indisposició de coll, només va cantar poques funcions i va rescindir també la seva contracta.
- Eufemia Barlani-Dini, prima donna mezzosoprano de veu bastant sencera i agradable, que tot i haver passat la flor dels seus anys, era una cantatriu de talent i de bona escola, participant encara de la de l'estil clàssic italià, per les qualitats i per seva decisió i intenció en el cant, va merèixer sempre els aplaudiments del públic.
- Adelaida d'Alberti, prima donna mezzosoprano de veu poc vibrant i una mica opaca en alguns punts, que amb no poca facilitat de coll per al gènere d'agilitat, canta amb força facilitat i precisió el de fioriture. Va estar contractada tres mesos.
- Elisa Villar de Volpini, prima donna soprano, coneguda ja del públic d'aquesta capital per haver cantat al mateix teatre dotze anys abans amb general aplaudiment. Aquesta cantatriu va tornar amb les mateixes facultats i dots artístiques, millorades aquestes en terç i cinquè, després d'haver fet una brillant carrera artística, havent conquerit un lloc distingit com a cantant de l'òpera italiana. La veu de la Villar de Volpini, tot i ser de suficient volum, es conservava llisa i ben timbrada. El seu estil de cant estava depurat de les incorreccions que l'enlletgien en una altra època; pel mateix era correcte, d'un gust acurat, amb una agilitat neta, precisa i sòbria en adorns, a les qualitats acompanyava l'oportú sentiment i expressió que requerien les cantilenes. Durant la curta temporada d'un mes i mig (des de primers d'abril a mitjans de maig) que va cantar al gran coliseu, la Volpini va explicar els triomfs per representacions, ja que va ser objecte d'entusiastes ovacions i va tenir rics regals la nit del seu benefici.
- Enrichetta Lasauca, una altra prima donna, soprano, coneguda ja del públic per haver cantat en el mateix coliseu en l'últim any teatral.
- Les conegudes senyores Margherita Venosta i Trinitat Mestres varen exercir els papers secundaris.
- Julio Ugolini, primer tenor conegut també del públic per haver cantat dos anys abans al mateix teatre. Aquest cantant va tornar amb les mateixes qualitats que havia donat a conèixer, és a dir amb una veu forta, sonora, vibrant i potent, però amb un estil de cant incorrecte i molt descurat, els defectes els suplia de vegades amb arrencades d'expressió. Es mostrà també aquest artista bastant indolent, el que no sempre li va dissimular el públic, les simpaties del qual va acabar per perdre. Ugolini va concloure la seva contracta a la fi de maig.
- Luis Maurelli, primer tenor de mig caràcter per la seva veu una mica prima, però simpàtica; amb una escola de cant molt senzilla i amb un òrgan vocal gens idoni per al cant de fioriture. Però, com que aquest artista canta amb sentiment i dona de vegades bastant il·lació a la veu en el gènere spinato, va captar les simpaties del públic, del qual va recollir generalment molts aplaudiments.
- Carlo Bulterini va venir a reemplaçar Ugolini i va estar contractat des de la darreria de març a final d'abril. Aquest artista que havia cantat en el mateix coliseu deu anys abans, va tornar amb una millora en les qualitats que ja tenia llavors: aquestes són, veu robusta i ben timbrada, encara que una mica gutural, no menys que expansiva, estil bastant correcte de bon fraseig i amb una dicció amb notable expressió o sentiment al cant. Aquests dots artístics li van valer entusiastes aplaudiments i l'estima del públic.
- José Mendioroz, primer baríton, de veu vibrant, encara que no molt voluminosa, que canta amb notable expressió, bon fraseig i gust; encara que de vegades dona massa expansió als punts aguts, en perjudici del timbre de la seva veu. Va ser ben rebut del públic.
- Enrique Masi, un altre primer baríton de veu atenorada, per prim del seu timbre, a qui no li recomana el seu estil de cant, encara que coneix molt bé el que requereixen les cançons espanyoles, que canta amb gràcia i intenció.
- Antonio Vidal, primer baix, que va cantar en el mateix coliseu l'anterior any teatral, que va tornar amb les mateixes dots i facultats que llavors, i que li van valer els constants aplaudiments del públic.
- Agustí Rodas, primer baix, que va ser contractat per algunes funcions al final de la temporada.
- Luigi Fioravanti, primer baix còmic o caricato, que tenia veu de regular volum i força sonora, amb qualitats no gaire comuns en la seva especialitat artística, com ara soltesa, seguretat i intel·ligència, així en el recitat com en el cant, i no menys que naturalitat i gràcia còmica sense afectació, per la qual cosa va ser ben rebut i aplaudit del públic.
- Francesc Uetam, primer baix cantant conegut ja del públic d'aquesta ciutat, del qual va ser ben rebut i aplaudit.
- A més, van ser contractats en qualitat de segones parts dels tenors els senyors Majà i Gómez i els baixos Comas i Viñals.

| Temporada 1874-1875 del Liceu |                    |                                           |                   | |           |                                                                                  |
| Òpera                         | Compositor         | Director musical                          | Director d'escena | Papers principals | Producció | Dates                                                                            |
| Rigoletto                     | Giuseppe Verdi     | Francesco D'Alessio                       |                   | Giulio Ugolini, José Mendioroz (octubre) / Enrico Masi (novembre), Enriqueta Lasauca (octubre) / Nora Bellariva (novembre), Faustí Comas, Margarita Venosta (octubre) / Trinitat Mestres (novembre), Trinitat Mestres (octubre) / Sra. Aleu, Francesc Viñals |           | 27, 28 d'octubre i 19 de novembre                                                |
| Un ballo in maschera          | Giuseppe Verdi     | Francesco D'Alessio                       |                   | Giulio Ugolini, José Mendioroz, Giuseppina Borsi De Giuli, Margarita Venosta, Trinitat Mestres (18 novembre), Enriqueta Lasauca, Juli Faix, Faustí Comas, Francesc Viñals, Josep Gómez, Ignasi Costa                                                         |           | 24, 25, 31 octubre / 5, 10, 18 novembre / 10 desembre / 12, 23 gener / 10 febrer |
| Poliuto                       | Gaetano Donizetti  | Francesco d'Alessio                       |                   | José Mendioroz, Juli Faix, Giulio Ugolini, Giuseppina Borsi de Giuli, Francesc Uetam, Antoni Majjà, Ignasi Costa |           | 14, 15 novembre                                                                  |
| La favorita                   | Gaetano Donizetti  | Francesco D'Alessio                       |                   | Eufemia Barlani-Dini, Luigi Maurelli, José Mendioroz, Francesc Uetam, Faustí Comas (25 novembre), Antoni Majjà, Trinitat Mestres |           | 21, 22, 25 novembre / 1, 9, 15, 19, 26 desembre / 31 gener / 27 febrer           |
| Il trovatore                  | Giuseppe Verdi     | Francesco d'Alessio                       |                   | José Mendioroz (novembre i gener) / Enrico Masi (març i abril), Giuseppina Borsi De Giuli, Eufemia Barlani-Dini, Giulio Ugolini (novembre, gener i març) / Carlo Bulterini (abril), Faustí Comas / Francesc Uetam (27 gener), Trinitat Mestres, Josep Gómez  |           | 29 novembre 1874 / 8, 15, 27 gener / 10, 15 març / 6, 12 abril                   |
| Roberto il Diabolo            | Giacomo Meyerbeer  |                                           |                   | |           |                                                                                  |
| Il barbiere di Siviglia       | Gioacchino Rossini | Francesco D'Alessio/Eusebi Dalmau         |                   | Luigi Maurelli, Luigi Fioravanti, Eufemia Barlani-Dini/Elisa Volpini, José Medioroz, Francesc Uetam/Agustí Rodas, Josep Gómez, Trinitat Mestres, Francesc Viñals                                                                                             |           |                                                                                  |
| Gli Ugonotti                  | Giacomo Meyerbeer  |                                           |                   | |           |                                                                                  |
| La sonnambula                 | Vincenzo Bellini   |                                           |                   | |           |                                                                                  |
| Don Pasquale                  | Gaetano Donizetti  |                                           |                   | |           |                                                                                  |
| La traviata                   | Giuseppe Verdi     | Francesco D'Alessio                       |                   | Carlotta Carozzi-Zucchi, Giovanni Landi, Giovanni Battista Bencich/Giuseppe Carboni |           |                                                                                  |
| Dinorah                       | Giacomo Meyerbeer  |                                           |                   | |           |                                                                                  |
| I puritani                    | Vincenzo Bellini   | Francesco d'Alessio, Eusebi Dalmau (maig) |                   | Francesc Viñals, Francesc Uetam (7, 11 abril), Agustí Rodas (10 abril, maig), Luigi Maurelli, Enrico Masi, José Mendioroz (16 maig), Josep Gómez, Trinitat Mestres, Elisa Volpini                                                                            |           | 7, 10, 11 abril / 16 maig                                                        |
| Ruy Blas                      | Filippo Marchetti  |                                           |                   | |           |                                                                                  |
| Linda di Chamounix            | Gaetano Donizetti  |                                           |                   | |           |                                                                                  |
| Faust                         | Charles Gounod     | Gabriel Balart                            |                   | |           | 21 al 29 d'octubre                                                               |
| I Capuleti e i Montecchi      | Vincenzo Bellini   | Gabriel Balart                            |                   | |           | 7 de novembre al 7 de gener                                                      |
| Giulietta e Romeo             | Nicola Vaccai      |                                           |                   | |           | 7 de novembre                                                                    |
| Lucia di Lammermoor           | Gaetano Donizetti  |                                           |                   | |           | gener                                                                            |
| Mignon                        | Ambroise Thomas    |                                           |                   | |           | 13 de febrer                                                                     |
| L'ultimo abenzerraggio        | Felip Pedrell      |                                           |                   | |           | 14 d'abril                                                                       |
| Quasimodo                     | Felip Pedrell      |                                           |                   | Giuseppina Borsi De Giuli, Eufemia Barlani-Dini, Trinitat Mestres, Enriqueta Lasauca, Luigi Maurelli, José Mendioroz, Francesc Uetam, Vidal, Josep Gómez, Francesc Viñals, Faustí Comas, Antoni Majjà, Mestres                                               |           | 20 d'abril                                                                       |